# Подвесная канатная дорога (Ашхабад)
Подвесная канатная дорога (туркм. Asma ýoly) — канатная переправа в Ашхабаде. Первая и единственная в Туркменистане.

## История постройки
Строительство было начато в 2005 году, генеральным подрядчиком строительства объекта выступила французская компания «Bouygues». Стоимость объекта 20,5 млн долларов США. Заказчиком явился концерн «Turkmenenergogurlyshyk» Министерства энергетики и промышленности Туркменистана. Строительство шло два года.
Объект построен в предгорьях Копетдага и торжественно открыт 18 октября 2006 года при участии президента Туркменистана Сапармурата Ниязова и главы компании «Bouygues» Мартина Буига.
На фуникулере могут подниматься одновременно 300 посетителей, а всего за сутки число клиентов может достигать 1700 человек. Каждая их 14 кабин будет вмещать по 8 человек. Путь занимает 10 минут. Скорость движения 16 вагончиков — 6 метров в секунду. Посадка и высадка пассажиров производиться каждые 72 секунды. Длина канатной дороги — 4 км.
Станция отправки расположится южнее Главного национального музея Туркменистана на высоте 1270 метров над уровнем моря. На станции есть зал ожидания и кассы, помещения для технических служб и оборудования. На территории общей площадью 6500 квадратных метров разбит небольшой парк и оборудована стоянка на 100 легковых автомобилей и 5 автобусов. Помимо станции прибытия, возведено здание общей площадью более 1000 квадратных метров, где размещается два ресторана и кафе, которые одновременно могут принять 280 человек, несколько магазинов и помещения для персонала. На прилегающей территории созданы обзорная и вертолетная площадки, крытые террасы и лестничные марши, аллеи и водный каскад длиной 80 метров.